# Peter Fijalka
Peter Fijalka (* 20. září 1959) je bývalý československý fotbalista, záložník.

## Fotbalová kariéra
Odchovanec OŠK Trávnica, v lize hrál za Spartak Trnava a v době vojenské služby za Duklu Praha. V lize nastoupil ke 108 utkáním a dal 12 gólů. V Poháru vítězů pohárů nastoupil ke 2 utkáním.